# 第30潜水戦隊 (ドイツ海軍)
第30潜水戦隊（独: 30. Unterseebootsflottille）はドイツ海軍(Kriegsmarine)の潜水艦隊（戦隊）。1941年10月に編成された。6隻のUボートが陸路と運河を使って黒海へ運ばれ、コンスタンツァとフェオドシヤの港を基地として1942年から1944年まで、作戦行動を行なった。

## 歴史

### 第一次世界大戦

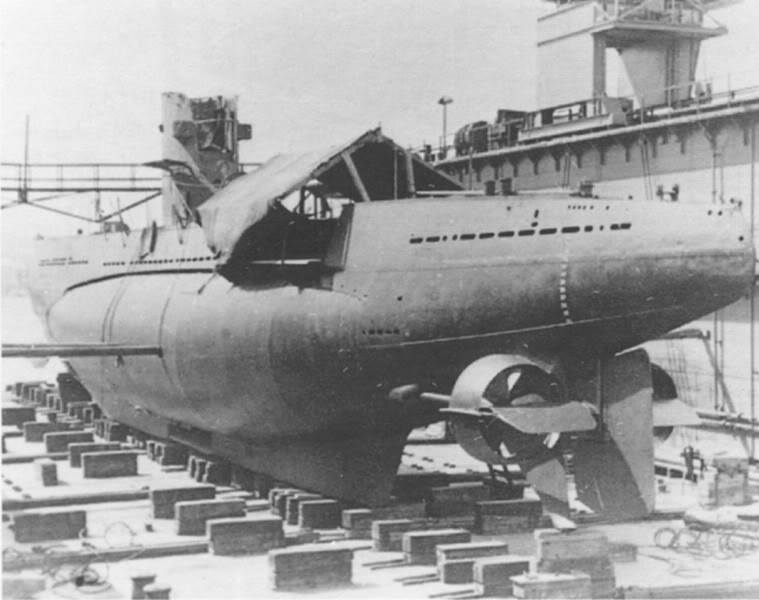
U-18、ガラティ

ドイツ帝国海軍の潜水艦は鉄道を利用してアドリア海に基地を置く ポーラ戦隊に運ばれた。また、オスマン帝国は中央同盟国であったので、ドイツ帝国海軍はオスマン帝国内に設置したコンスタンティノープル戦隊をダーダネルス海峡及びボスポラス海峡経由で黒海へ進めることができた。

### 第二次世界大戦
バルバロッサ作戦では、ドイツ空軍の急降下爆撃機Ju87がソビエト連邦の黒海艦隊を攻撃した。けれども、ルーマニア軍が主体となって戦われたオデッサの戦いではソ連赤軍の海路を使った撤退を阻止できなかった。1941年10月、第30潜水戦隊はヘルムート・ローゼンバウム大尉の指揮のもとに 黒海の戦いの支援のため編成された。当時、トルコ共和国が中立であったため、ボスポラス海峡経由で黒海に入ることは不可能だった。そこで小型の艦艇、魚雷艇及びUボートをドイツ・バイト（北海）からドナウ川を経て黒海まで輸送することが決定された。けれども現在のライン・マイン・ドナウ運河の前身である19世紀に造られたルードヴィッヒ運河は、輸送に適さなかったので陸上を経由して運ぶ必要があった。

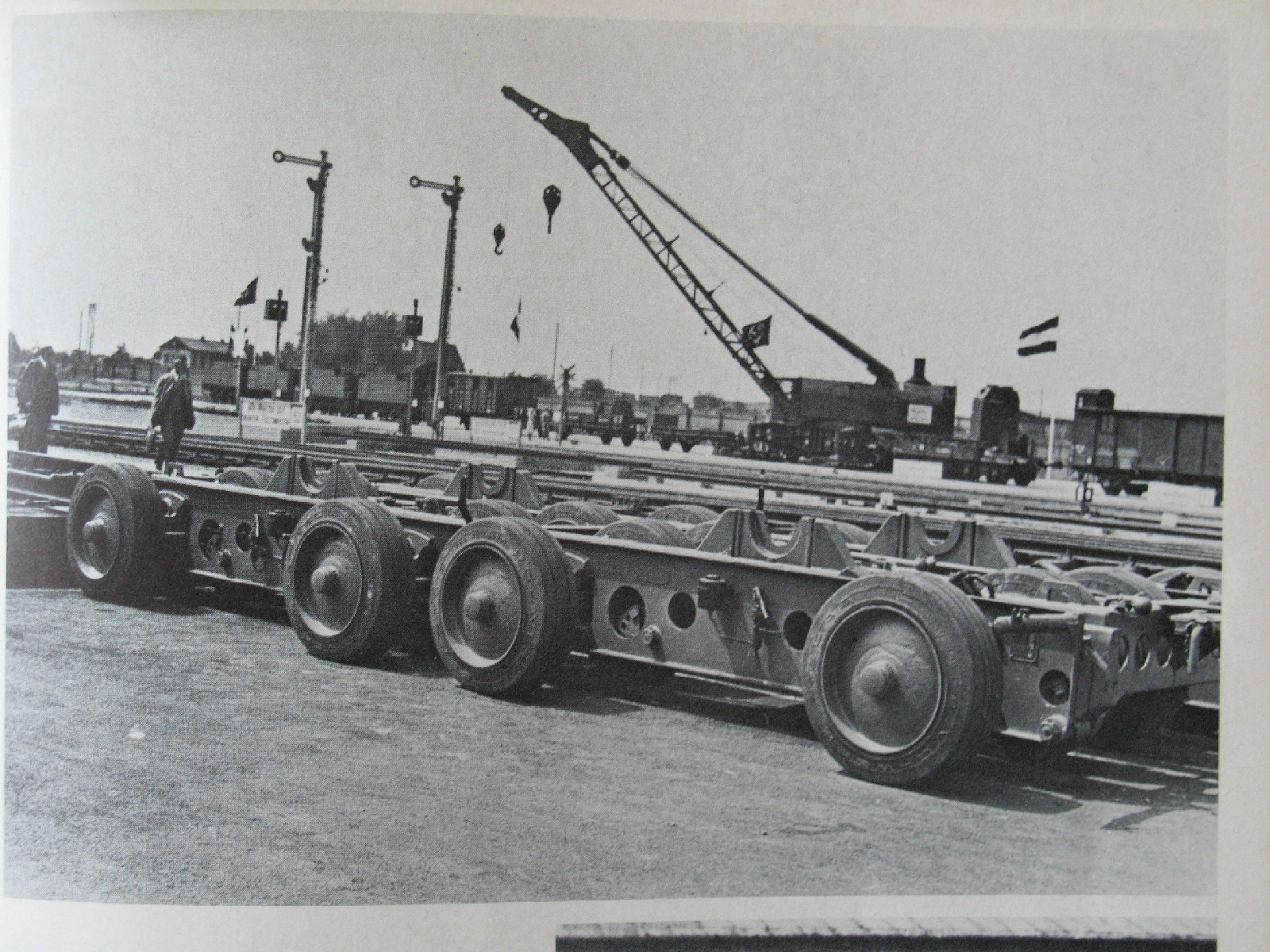
クレマイヤー トレーラ, 1935年ニュルンベルク

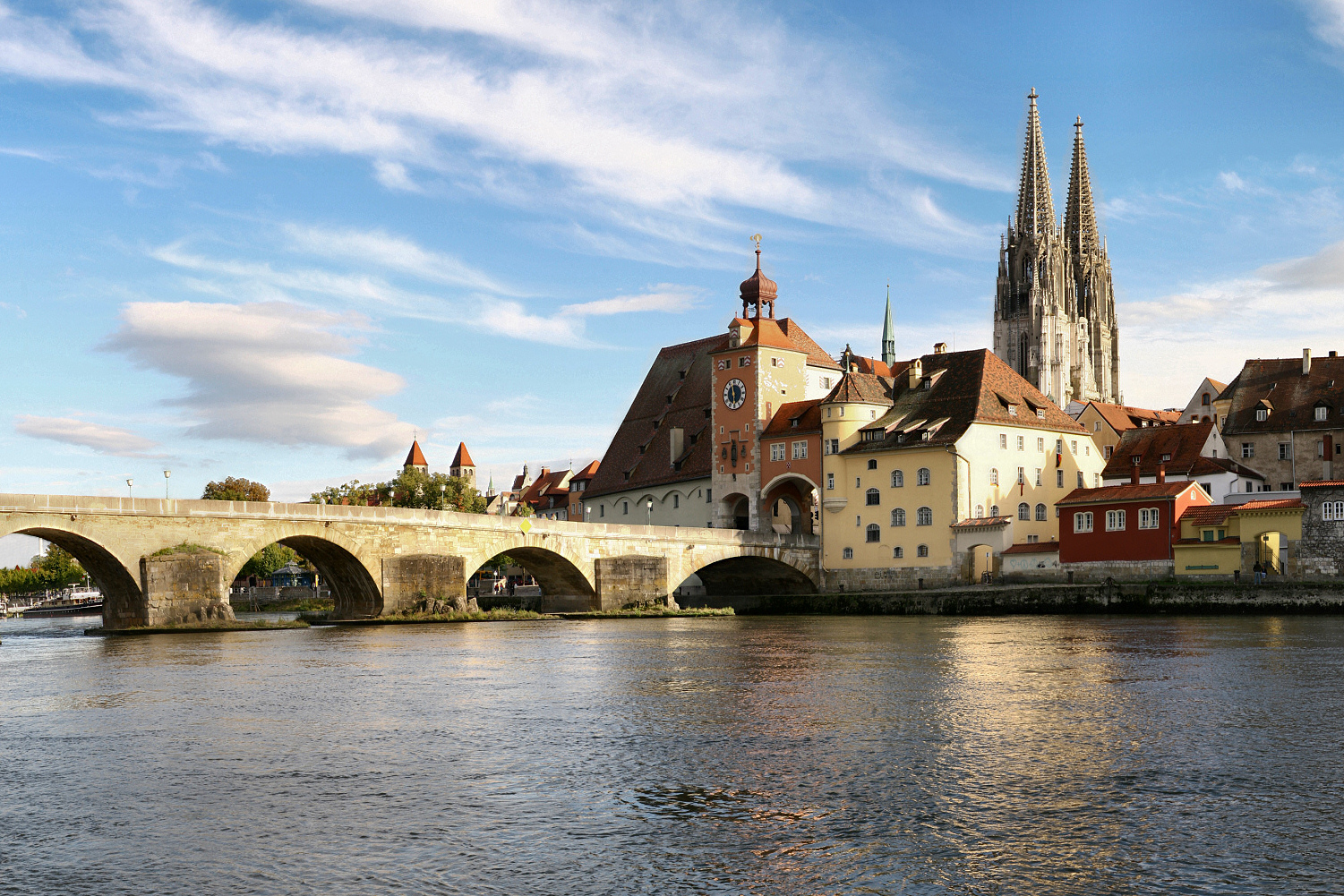
レーゲンスブルクの石橋

バルト海で作戦任務や訓練に使われていた、船体が小型の沿岸型潜水艦IIB型6隻がこの戦隊に配属された。1942年5月から、キールで、船体の各部分を90°以上に倒したり、浮力構造となっている外殻をはずしたり、重量を減らし船体を小さくし、重量を140トンに減らす作業が行なわれた。Uボートはキール運河からエルベ川を上り、ドレスデンで2台のクレマイヤー70トン・トレーラに積まれて Kaelble牽引車で輸送された。Uボートはアウトバーン（現在のA4とA9）を使い平均時速8kmでドナウ川沿いのインゴルシュタットのスリップウェイへ運ばれた。ドナウ川を下る経路で障害となったのがレーゲンスブルクの古い石橋のアーチ形橋脚だった。リンツあるいはウィーンでUボートは部分的に組み立てられ、ルーマニアのガラツィ港まで2隻のはしけに牽引され、そこでさらに再建造作業が行なわれた。
戦隊の最初の艦がルーマニアのコンスタンツァ港から作戦を開始したのは1942年10月からで、最後の艦が合流したのは1943年5月だった。黒海の戦いで、魚雷搭載本数がわずか5本のUボートIIB型でも効果的だった 。戦隊は合計26隻、45,426トンの艦船を沈めることができた。U-20は幸運に恵まれ、艦歴全期間で敵艦船15隻38,500トンを乗組員から犠牲を出すことなく沈めた。
ルーマニアがドイツに宣戦布告をした1944年、U-9、 U-18 及び U-24は港近くで自沈し、後にソビエト軍により引き上げられた。 
最後の3隻、U-19, U-20 及び U-23が1944年9月10日及び11日にトルコ共和国の海岸近くで自沈し、戦隊の歴史が終わった。

## 戦隊司令
| 期間                  | 司令                           |
| --------------------- | ------------------------------ |
| 1942年10月– 1944年4月 | ヘルムート・ローゼンバウム大尉 |
| 1944年5月– 1944年7月  | クレメンス・シェーラー大尉     |
| 1944年7月– 1944年10月 | クラウス・ペーターセン大尉     |

### 訳注
1. ↑  ペイヤール 1997, pp. 87–96 では節見出しで「第30Uボート戦隊」とし本文中では「第30潜水戦隊」としている。
2. ↑  uboat.net U20 2010年11月3日閲覧。
3. ↑  U-9はuboat.net U9では1944年8月20日にソビエト軍機の爆撃により沈められたとされている。また、U-18及びU-24の自沈はuboat.net U18及びuboat.net U24（いずれも2010年11月3日閲覧。）では、1944年8月25日としている。

## 文献
- Gerd Enders: Deutsche U-Boote zum Schwarzen Meer. February 1997, ISBN 3-8132-0520-7
- Gerd Enders: Deutsche U-Boote im Schwarzen Meer. 1984; ISBN 3-7822-0334-8

（以上、翻訳に当たって参考としていない、2010年11月3日。）
- レオンス・ペイヤール（Léonce Peillard） 著、長塚隆二 訳『潜水艦戦争 1939-1945 下』早川書房（ハヤカワNF文庫）、1997年。ISBN 4-1505-0216-1。